# Brice Dja Djédjé
Brice Florentin Dja Djédjé, född 23 december 1990, är en ivoriansk fotbollsspelare.

## Karriär
I juli 2016 värvades Dja Djédjé av engelska Watford, där han skrev på ett fyraårskontrakt.
I januari 2021 värvades Dja Djédjé av turkiska Samsunspor. I september 2021 värvades Dja Djédjé av Denizlispor, där han skrev på ett tvåårskontrakt.